# دومینیک فیش بک
دومینیک فیش بک (انگلیسی: Dominique Fishback؛ زادهٔ ۲۲ مارس ۱۹۹۱) بازیگر اهل ایالات متحده آمریکا است. وی از سال ۲۰۱۳ میلادی تاکنون مشغول فعالیت بوده‌است.
از فیلم‌ها یا برنامه‌های تلویزیونی که وی در آن نقش داشته‌است می‌توان به دوز، نفرتی که تو می‌کاری، و پروژه قدرت اشاره کرد.